# Jak řeknete, pane
Jak řeknete, pane (v originále Mon idole) je francouzský hraný film z roku 2002, který režíroval Guillaume Canet. Snímek měl premiéru ve Francii dne 17. prosince 2002.

## Děj
Bastien je osmadvacetiletý muž, který pracuje jako roztleskávač v populárním televizním pořadu s názvem Připravte si kapesníčky. Je asistentem Philippa Letzgera, arogantního hvězdného moderátora, a také jeho boxovacím pytlem. Nicméně vše snáší proto, že se může přiblížit ke svému idolu, geniálnímu producentovi Jean-Louisovi Broustalovi.
Ten ho jednoho dne pozve na víkend k sobě na venkov, aby zde pracovali na novém konceptu pořadu, který Bastien vymyslel. Ambiciózní mladík brzy odhalí skrytou stránku svého zaměstnavatele a jeho skutečné úmysly.

## Obsazení
| François Berléand    | Jean-Louis Broustal    |
| Guillaume Canet      | Bastien                |
| Diane Krugerová      | Clara Broustal         |
| Philippe Lefebvre    | Philippe Letzger       |
| Daniel Prévost       | pan Balibot            |
| Clotilde Courau      | Fabienne               |
| Jacqueline Jehanneuf | Maryvonne              |
| Gilles Lellouche     | Daniel Benard          |
| Jean-Paul Rouve      | Patrick                |
| Andrée Damant        | Micheline              |
| Anne Marivin         | asistentka             |
| Alexandra Mercouroff | Broustalova sekretářka |
| Pascal Leguennec     | zahradník              |
| Vincent Darré        | zahradníkův syn        |
| Laurent Lafitte      | Fabrice                |
| Pierre Jolivet       | Bertrand Vigneau       |

## Ocenění
- César: nominace v kategoriích nejlepší herec (François Berléand), nejlepší filmový debut (Guillaume Canet)
- Evropské filmové ceny: nominace na evropský objev roku (Guillaume Canet)